# Embalse de Talave
La presa y embalse de Talave se ubica en el cauce del río Mundo, en la provincia de Albacete. La presa se encuentra en la pedanía de Talave, en el municipio albaceteño de Liétor.
La altura de la presa es de 38 m, el ancho de coronación de 7,10 m y el ancho de la base 32,2 m. El embalse tiene dos usos principales, que son la regulación de caudales para atender las demandas de regadío y abastecimiento, para la Región de Murcia.
Desde el año 1979, el embalse ha recibido aportaciones del Trasvase Tajo-Segura, donde este acaba su trayecto. Ocupa una superficie de 295 ha y la capacidad máxima es de 39,11 hectómetros cúbicos, además la longitud de costa del embalse es de 23,6 km y la longitud del cauce inundado del río Mundo es de 9,1 km.